# لاطة (خشب)

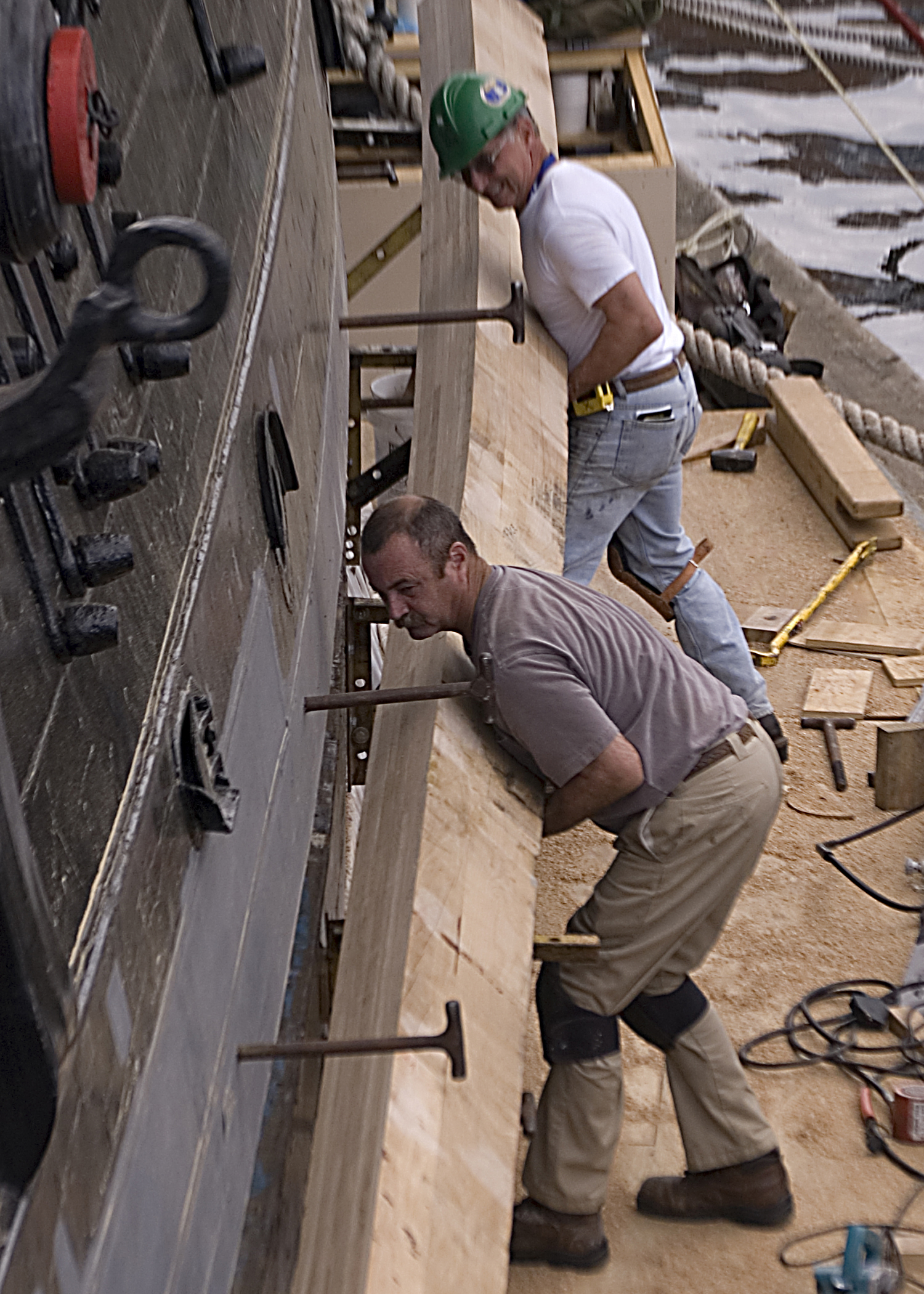
لاطة تستخدم في إصلاح السفينة

اللاطة أو الأُمسوح أو اللوح الثخين هو خشب مسطح وممدود ومستطيل الشكل ذو وجوه متوازية أطول من عرضه وأعلى. تُستخدم اللاطات في النجارة أساسًا، وهي ضرورية في بناء السفن والمنازل والجسور والعديد من الهياكل الأخرى. تعمل اللاطات دعائم لتشكيل الرفوف والمناضد.